# Мотаро
Мота́ро (англ. Motaro) — персонаж из вселенной Mortal Kombat, созданной Эдом Буном и Джоном Тобиасом. Впервые он появился в качестве подбосса в Mortal Kombat 3, где имел ноги лошади и туловище мужчины. Мотаро стал двуногим гуманоидом и игровым персонажем в Mortal Kombat: Armageddon.

## Появления

### В играх
Мотаро происходит из расы кентавров (раса кентавроподобных существ с бараньими рогами и длинным металлическим крысиным хвостом), которые вступили в конфликт с Шоканом, расой четырёхруких особей, включая Горо, Кинтаро и Шиву. Однако на сторону кентавров встал император Внешнего Мира Шао Кан, который оказывал им поддержку в последующем поражении и покорении шоканов. Как кентавр, Мотаро обладает большой силой и острым как бритва хвостом, из кончика которого выпускает энергетические заряды, а ещё он может телепортироваться. Кроме того, его кожа имеет отражающую поверхность, поэтому выпущенные противником снаряды отлетают в обратном направлении.
По назначению Шао Кана в игре Mortal Kombat 3 (1995) Мотаро возглавил карательные отряды, направленные из Внешнего Мира, чтобы уничтожить земных воинов. Мотаро помогает оправиться тяжелораненому Кано, которого Соня Блейд сбросила с небоскрёба, и приводит его обратно в крепость Шао Кана, где Кано полностью восстановился, а затем оказался в заключении, чтобы впоследствии Шао Кан сам смог наказать его за неспособность победить Соню. Именно тогда Мотаро подвергся нападению и предположительно был смертельно ранен Шивой.
Мотаро появляется в одном из эпизодов в режиме «Konquest» Mortal Kombat: Deception (2004). Он возвращается в Mortal Kombat: Armageddon (2006), однако с тех пор кентавры были прокляты шоканами, и превратились в двуногих минотавров; вследствие чего Мотаро лишился своих способностей, поэтому его кожа больше не обладает отражающими свойствами. В итоге, как и почти каждый из бойцов франшизы, Мотаро был убит в конце.
В перезагрузке 2011 года он был убит после вмешательства Райдэна, который предвидел смерть Джонни Кейджа от рук Мотаро. Шао Кан затем назначил Синдел генералом своей армии, которая таким образом заменила Мотаро.

#### Дизайн
Эд Бун называл Мотаро одним из «необычно сложённых» персонажей Mortal Kombat. Джон Тобиас говорил, что на создание Мотаро его вдохновила игрушка, которая была у него в детстве. Игрушка, о которой идёт речь, антагонист Micronauts Барон Карза (англ. Baron Karza), поставляемая вместе с лошадью по имени Андромеда (англ. Andromeda), которая в разобранном виде и в сочетании с фигуркой, создавала образ кентавроподобного существа.
В его биографической карте в Mortal Kombat: Armageddon написано, что разработчики приняли решение, вызванное требованием фанатов, не включать в игру Мотаро либо убрать ему задние ноги из-за сложности стабилизации формы его уникального полулошадиного тела. Они решили убрать задние ноги с объяснением, что на его расу было наложено проклятие. Как сообщалось, главной проблемой для кентавра Мотаро была структура тела, так как команда MK нуждалась в гораздо более обширном программировании и тестировании, чтобы успешно интегрировать четырёхногий фрейм Мотаро в правильном взаимодействии с ударами, бросками, добиваниями и смертельными ловушками, которые требовали бы разрывания или отрезания конечностей, либо закалывания Мотаро. Эта шутка появилась в его окончании, поскольку была сделана отсылка на создателей, убирающих задние ноги Мотаро. По аналогии с Шивой, Мотаро истекает зелёной кровью вместо красной в Mortal Kombat 3 и последующих обновлениях (в Armageddon цвет его крови был изменён на обычный красный).

#### Игровой процесс
В качестве суббосса в Mortal Kombat 3, Мотаро неуязвим для снарядов, большинство из которых отлетают обратно в игрока и часто сопровождаются неожиданным беспрепятственным ударом. Он также часто телепортируется, часто хватая своего оппонента, будь то сзади или же бьёт ногами после блокирования его наскока. Он также может выстреливать до восьми зарядов за раз. В Mortal Kombat Trilogy (1996) его способность отражать снаряды значительно уменьшена и урон причиняют попадания в упор. В Mortal Kombat: Armageddon он утратил свою неуязвимость и может быть атакован снарядами, как и большинство других персонажей, причём Мотаро может сам расположиться на четвереньках, чтобы выстрелить снаряд из своего хвоста.
За Мотаро, так же, как и за Шао Кана, можно поиграть в версиях Mortal Kombat 3 и Ultimate Mortal Kombat 3 (1995) на SNES и Genesis через меню секретного кода, хотя оба остаются недоступными в однопользовательском режиме. Мотаро также играбелен в Mortal Kombat Trilogy, а единственное добивание можно увидеть только в версии для Nintendo 64, где он просто позирует с оторванной головой своего оппонента, причём его спрайт также исчезает в темноте на заднем плане, когда выполняется это добивание, в отличие от других обычных бойцов, которые остаются освещёнными.
Несмотря на то, что Мотаро не играбелен в Mortal Kombat: Deception, он всё же появляется в режиме «Konquest» и на заднем плане арены в Mortal Kombat: Unchained (2006), версии Deception, портированной на PSP. В Mortal Kombat (2011) Мотаро появляется аналогичным образом только в качестве второстепенного персонажа на некоторых аренах и в нескольких видеозаставках в режиме истории игры, и является единственным персонажем, введённым между первой и третьей частью, которого нельзя выбрать или подраться с ним.

### Другие медиа и мерчандайзинг
Мотаро, которого озвучивал Нилл Росс, появлялся в мультсериале 1996 года «Смертельная битва: Защитники Земли». Он и его кентавроподобные воины находились в замке, в котором Рейн удерживал Китану в заложниках, а позже он был замечен в последней серии во время неудавшегося плана Китаны по свержению Шао Кана; после того, как он был предупреждён Райдэном, Мотаро вступил в бой с предателем Шан Цзуном и шоканами во главе с Шивой.
В фильме 1997 года «Смертельная битва 2: Истребление» роль Мотаро сыграл Дерон Макби, бывший гладиатор из шоу «American Gladiators». Мотаро был представлен как новый генерал армии Шао Кана, причём особые умения он не демонстрирует, но, тем не менее, проявляет физическую силу. Тема его соперничества с Шивой была слегка затронута, а в конце фильма ему нанёс поражение Джакс.
Syco Collectibles в 2012 году выпустила четырнадцатидюймовую полистоуновую статуэтку Мотаро.

## Приём
Мотаро получил смешанные критические отзывы о себе. В 2011 году ScrewAttack посчитал наихудшим персонажем в серии Mortal Kombat двуногую версию Мотаро из Armageddon. В том же году, по мнению Topless Robot, он стал 5-м среди 8-и персонажей Mortal Kombat бестолковых даже по меркам серии, «глупость, доходящая до абсурда, настолько превосходен он в игре». Мотаро разместился на 3-м месте в рейтинге The Robot’s Pajamas из 10-и убогих персонажей Mortal Kombat. UGO в 2012 году определил его 31-м в своём рейтинге из 50-и лучших персонажей Mortal Kombat. Complex в 2013 году посчитал поединок с Мотаро в Mortal Kombat 3 31-м среди самых труднопроходимых боссов в видеоиграх, а сам Мотаро стал 10-м среди самых брутальных персонажей в серии. Фанаты поставили его 39-м среди величайших персонажей серии за всё время, по результатам онлайн-опроса, проведённого Dorkly в 2013 году. В 2015 году Den of Geek отдал ему 50-е место в рейтинге всех персонажей серии Mortal Kombat. ScrewAttack рассматривал 3-м его «Head Yoink» из Mortal Kombat Trilogy в подборке 10-и худших добиваний серии, тогда как Game Rant в 2011 году оценивал то же самое добивание 5-м. WhatCulture в 2015 году отмечал Мотаро первым в своей подборке из 20-и худших персонажей серии Mortal Kombat всех времён. «Мотаро — мусор по многим причинам, но в основном из-за своего ужасного образа в Mortal Kombat: Annihilation»[sic].